# Dhupgarh
Le mont Dhupgarh (aussi Dhoopgarh ; hindi : धूपगढ़) est une montagne située à Pachmarhi, dans l'État du Madhya Pradesh, en Inde. Il s'élève à 1 350 mètres d'altitude et constitue le point culminant de la chaîne des Satpura.